# Caracazo
Caracazo (kaɾaˈkaso) eller sacudón (sakuˈðon) kallas den våg av protester, upplopp och plundringar och massakrer som ägde rum 27 februari 1989 i Venezuelas huvudstad Caracas och närliggande orter. Upploppen – de värsta i Venezuelas historia – ledde till mellan 275 och 3 000 dödsfall mestadels orsakade av säkerhetsstyrkorna. Huvudorsaken till protesterna var de nyliberala, marknadsvänliga reformer som infördes av president Carlos Andrés Pérez regering.
Ordet Caracazo är namnet på staden samt suffixet -azo, som antyder ett slag. Det kan därför översättas som "Caracas-smällen". Namnet är inspirerat av Bogotazo, ett massivt upplopp i grannlandet Colombia år 1948 som spelade en central roll i det landets historia. Sacudón är en böjd substantivform av verbet sacudir "att skaka", och betyder därför något i stilen med "dagen som skakade landet".

## Bakgrund
Venezuela genomled en långvarig ekonomisk kris sedan tidigt 1980-tal. President Carlos Andrés Pérez föreslog införandet av marknadsreformer i sitt andra presidentmandat (1989–1993), efter Internationella Valutafondens (IMF) rekommendationer. Pérez tillhörde det socialdemokratiska partiet Acción Democrática. Reformprogrammet kallades el paquete – "paketet".
Pérez åtgärder innefattade bland annat privatisering av statliga bolag, skattereformer, sänkning av tullavgifter, och minskning av statens roll i ekonomin. Han vidtog även åtgärder för att decentralisera och modernisera det politiska systemet i Venezuela genom att inrätta direktval av delstatsguvernörer (dessa utsågs tidigare av presidenten). Den mest kontroversiella delen av det ekonomiska paketet var borttagningen av bensinsubventionerna, som länge hade hållit inrikes bensinpriser långt under internationella nivåer; bensinpriset understeg rent av produktionskostnaderna. Bensinpriserna steg så mycket som 100%, vilket ledde till att kollektivtrafikkostnaderna ökade 30%.

## Protester och upplopp
Protesterna och upploppen började Guarenas (en tätort i delstaten Miranda, cirka 30 km öster om Caracas) på morgonen den 27 februari 1989, på grund av den kraftiga ökningen av transportkostnaderna till Caracas. Oroligheterna spred sig snabbt till huvudstaden och andra order i landet. På eftermiddagen förekom det oroligheter i nästan alla distrikt i Caracas: butiker stängdes och kollektivtrafiken upphörde. De följande dagarna präglades av plundring och förstörelse, vilket fick omfattande internationell mediabevakning.
Den överväldigade regeringen förkunnande undantagstillstånd, införde krigslagar i huvudstaden och återställde ordning med våld. Civila personer använde skjutvapen i självförsvar, för att anfalla andra civila, och/eller anfalla militären. Antalet döda militärer och poliser kom dock inte i närheten av antalet civila dödsfall. Underkuvandet var särskilt strängt i cerros – de fattiga områdena i huvudstaden. Enligt officiella källor omkom 276 människor. Andra uppskattar antalet till över 2 000.
Den 28 februari upphävde president Pérez ett antal av artiklar i författningen, bland andra artikel 60 (rätten till individuell frihet och säkerhet); artikel 62 (hemfridens okränkbarhet); artikel 66 (yttrandefriheten); artikel 71 (rätten att mötas offentligt och privat) och artikel 115 (rätten till fredliga protester). Dessa rättigheter återställdes fulltständigt så sent som 22 mars. Under tiden fanns inget officiellt dekret eller resolution som definierade hur myndigheterna skulle utöva sin makt i avsaknaden av författningsrättigheterna.

## Konsekvenser
Den tydligaste konsekvensen av caracazo var politisk labilitet. Följande februari beordrades försvarsmakten att kväva liknande upplopp i Puerto La Cruz och Barcelona, och igen i juni när stigande transportkostnader orsakade upplopp i Maracaibo och andra orter. Reformprogrammet modifierades. 1992 gjordes två statskuppsförsök, in februari och  november.  Carlos Andrés Pérez anklagades för korruption och avlägsnades från presidentposten.  Hugo Chávez, en av kuppledarna, dömdes för uppvigling och fängslades. Han blev dock benådad av Pérez efterträdare Rafael Caldera och blev senare vald president.
Interamerikanska kommissionen för mänskliga rättigheter fördömde 1998 regeringens handlingar, och hänvisade fallet till Interamerikanska domstolen för mänskliga rättigheter. Domstolen tog upp fallet 1999, och bedömde att regeringen hade begått kränkningar av mänskliga rättigheter. Venezuelas regering, som vid det laget leddes av Chávez, bestred inte bedömningen och tog fullt ansvar för handlingarna.
Augusti 2009 åtalades dåvarande försvarsminister Italo del Valle Alliegro i relation till Caracazo. Högsta domstolen hävde juli 2010 appellationsdomstolens uttalande, som deklarerade fallet preskriberat.

## Fördjupning
- Margarita López Maya, "The Venezuelan Caracazo of 1989: Popular Protest and Institutional Weakness", Journal of Latin American Studies, Vol.35, No.1 (2003) pp. 117–37.